# Claude Guy
Claude Guy (21 janvier 1915-28 janvier 1992) est un officier français connu principalement pour avoir été l'aide de camp de Charles de Gaulle entre 1946 et 1949. 

## Études
Il est pensionnaire à l'École des Roches à Verneuil-sur-Avre, promotion 1925 « Bien armé pour la vie ».

## Parcours militaire
Jeune officier aviateur en 1939, capturé en 1940, Claude Guy s'est évadé trois fois. Il rejoignit en 1941 les Forces françaises libres. En 1944, un accident lors d'un saut en parachute interrompit sa carrière. De Gaulle qui recherchait un nouvel aide de camp « grand et bien pensant » lui confia ce poste qu'il occupa du 13 juin 1944 jusqu'en 1949. 

## Le journal
Le capitaine Guy tint presque chaque jour son journal à partir de juin 1946, moment où le général quitta le pouvoir pour entamer à Colombey-les-Deux-Églises sa traversée du désert.
Gaulliste de la première heure, curieux, vif et intelligent, Claude Guy joua auprès du général un rôle que personne ne tint avant ou après lui, sinon Gaston de Bonneval. Claude Guy partagea son intimité et celle de sa famille pendant trois ans mais Gaston de Bonneval eut ce privilège durant près de vingt ans.
Dans le journal de Claude Guy, on y apprend que l'épouse du général, Yvonne de Gaulle, contestait certaines idées émises par son mari, comme celle de refaire le 18 juin ou de fonder un parti.
On y apprend qu'entre 1946 et 1949, la perspective d'un nouveau conflit mondial est récurrente dans les propos du général.
- Avril 1946 : « Les Russes à Paris ? Mais oui, vous les aurez ! »
- Août 1946 : « Il faut se préparer. Ce sera horrible... On fusillera des masses de gens. »
- Décembre 1947 : « Ne nous faisons pas d'illusion : la guerre est inévitable. »
- Janvier 1949 : « La réélection de Truman nous achemine vers une catastrophe mondiale... À la fin, ce sera bien entendu la guerre. »

De Gaulle évoque les figures de la politique et de la guerre.
- Sur Churchill : « Aux Chequers, [il] donnait en famille un véritable spectacle de cirque... Il montait sur une table, brandissant un revolver et esquissant une espèce de danse du scalp. Un enfant, un véritable enfant. [...] Dès que Churchill a vu que j'étais réellement la France, il m'a combattu. »
- Sur les hommes de la IVe République : « Avec Pétain, "ils" ont été dégoûtants... Que moi j'aie condamné Pétain, c'était normal mais eux ? »

Charles de Gaulle, dont le père lisait L'Action française et qui fut jusqu'aux accords de Munich proche de Maurras selon sa sœur Marie-Agnès Caillau,, fit des réflexions témoignant de la vision très négative qu'il avait de la Révolution française : il affirma ainsi : « À entendre les républicains, la France a commencé à retentir en 1789 ! Incroyable dérision : c'est au contraire depuis 1789 que nous n'avons cessé de décliner. »
De Gaulle se montre sceptique sur l'utilisation de l'étiquette de résistants par nombre de ceux qui en font usage : « J'avais toujours pensé que la médaille de la Résistance serait l'objet de tout un trafic et je ne me suis pas trompé, puisque, si au moment de mon départ [janvier 1946], il n'y avait pas vingt mille médaillés, il y en actuellement [mars 1948] plus de soixante mille. »
Le général révéla à son aide de camp que depuis son adolescence, il avait toujours eu la certitude de devenir le chef de l'État : « J'ai toujours pensé que je serais un jour à la tête de l'État. Oui, il m'a toujours semblé que ça allait de soi. À quarante ans, ma certitude était la même qu'à quinze ans. »
Les cinq cents pages du journal, publié de façon posthume en 1996, en disent plus que bien des archives sur les secrets et la psychologie d'un homme qui revendiqua et cultiva l'art du silence et de la simulation. Le général retira à Claude Guy sa fonction d'aide de camp, sur un incident de propos déplacés de la part de Guy, par lesquels il affirmait n'avoir aucun intérêt financier dans sa fonction, ayant souvent l'occasion de petites dépenses qu'il ne se faisait pas rembourser. Il en garda jusqu'à ses derniers jours, un profond regret, mais qui ne joua aucun rôle sur son ouvrage "En écoutant de Gaulle, celui-ci étant composé de verbatim de ses entretiens, immédiatement dactylographiés par sa secrétaire Simone Millaud (témoignage de celle-ci en annexe de "En écoutant de Gaulle". Jean Lacouture écrit de Claude Guy qu'il avait « une imagination dont la fécondité deviendra légendaire - confinant selon certains à la mythomanie. »[réf. souhaitée] (voir bibliographie).

## Dans la fiction
Dans la mini-série De Gaulle, l'éclat et le secret (2020), son rôle est interprété par Xavier Robic.